# Persona 4: The Animation
«Persona 4: The Animation» (яп. ペルソナ4 ジ・アニメーション; укр. Персона 4: Анімаційний серіал) — аніме-серіал 2014 року, заснований на відеогрі Persona 4 від Atlus. Історія розгортається навколо Ю Нарукамі, молодого підлітка, який переїжджає до містечка Інаба, де відбувається низка загадкових вбивств. Відкривши для себе спотворений телевізійний світ і здобувши таємничу силу, відому як «Персона», Ю та його друзі вирішують розслідувати вбивства і врятувати інших від загибелі.
Перша серія, вироблена AIC ASTA та режисером Сеіджі Кіші, транслювалася в Японії з жовтня 2011 року по березень 2012 року на каналах MBS, TBS, CBC та Animax, а в серпні 2012 року вийшов оригінальний анімаційний епізод. Скорочена екранізація «Persona 4: The Animation -The Factor of Hope-» вийшла на екрани японських кінотеатрів у червні 2012 року. Серіал був ліцензований Sentai Filmworks у Північній Америці та Kazé і Manga Entertainment у Великій Британії. Критика сприйняла аніме-серіал загалом позитивно, оскільки він вважається вірною адаптацією відеогри, попри критику щодо темпу та анімації. Друга адаптація, заснована на порту гри для PlayStation Vita, під назвою «Persona 4: The Golden Animation», транслювалася в Японії з липня по вересень 2014 року. На відміну від першої ітерації, ця адаптація була вироблена компанією A-1 Pictures і ліцензована в Північній Америці компанією Aniplex of America.

## Огляди
Аніме-серіал загалом отримав позитивні відгуки критиків у виданнях про аніме, манґу та інших медіа. Джеффрі Кауфман з Blu-ray спочатку скептично ставився до сюжету аж до появи надприродних елементів і вдавався в питання, наскільки хорошою буде розв'язка справи. Рецензент з T.H.E.M. Anime Reviews зазначив, що, попри те, що з темпом і анімацією часто виникали проблеми, «„Persona 4: The Animation“ є настільки хорошою адаптацією відеогри, наскільки можна було сподіватися». Похвалу отримала характеристика мовчазного протагоніста з відеогри, а також його розвиток у серіалі, який зробив його жвавішим персонажем.
Реакція критиків на другий аніме-серіал була неоднозначною: критики вважали, що він сподобається лише фанатам оригінальної серії.